# Fuchs Dome
Fuchs Dome är en bergstopp i Antarktis. Den ligger i Östantarktis. Argentina och Storbritannien gör anspråk på området. Toppen på Fuchs Dome är 1 525 meter över havet.
Terrängen runt Fuchs Dome är platt österut, men västerut är den kuperad.  Trakten är obefolkad. Det finns inga samhällen i närheten. 